# منطقه تفریحی چریور و بانکول شهر آسمان آباد

## موقعیت چریور
چرویر در استان ایلام، شهرستان چرداول،بخش آسمان آباد قرار دارد.

## معرفی بانکول
رشته کوه زاگرس عمدتا از آب و هوای معتدل کوهستانی برخوردار است، اما می‌توان انواع آب و هوا را در بخش‌های مختلف آن تجربه کرد.  
نام باستانی رشته کوه زاگرس در اوستا اسپروچ یا اسپروز است و شاید کُر یا کور است و معمولا به کوه‌های زاگرس واقع در شرق سومر گفته می‌شد. لازم به ذکر است رشته کوه زاگرس دارای حیات وحش بسیار غنی می‌باشد و گونه‌های گیاهی و جانوری کمیاب و بعضاً در حال انقراض را در خود جای داده‌است.  
در دل رشته کوههای زاگرس کوه بانکول قرار دارد و در دل بانکول آسمان آباد دره زیبای چریور واقع شده است. 
آسمان آباد به جهت داشتن آب و هوایی خوش و طبیعت زیبا درطول سال مورد توجه بسیاری از گردشگران است. 

## معرفی چریرو

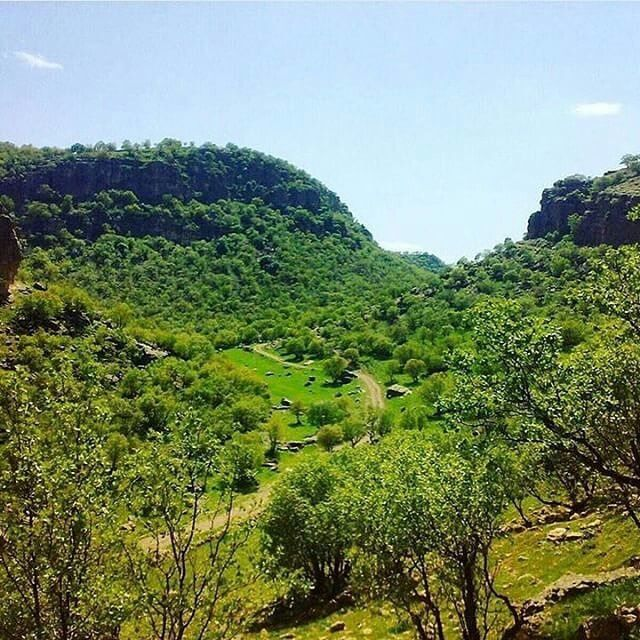
تصویری از چریور

چریور واقع در دو کیلومتری جنوب غرب شهر آسمان آباد محله محمدقلی یکی از جاهای زیبا و دل‌نشین این منطقه است که از نظر دارا بودن طبیعتی بکر جنگلی با درخت‌های انبوه و سر به هم پوشیده با چشمه‌های جوشان در تمامی فصول سال بخصوص فصل بهار پذیرای دوستداران طبیعت است. 
هوای این منطقه در بهار بسیار لطیف است و چشم هر بیننده‌ای را نوازش می‌دهد و برای گذراندن تعطیلات نوروزی می‌تواند یکی از بهترین گزینه‌های سفر باشد

## پوشش گیاهی
پوشش گیاهی بانکول و چریور غالبا از بلوط‌ها به‌ویژه بلوط ایرانی درختان شاخص این ناحیه هستند که بیشتر مساحت کوه‌های بانکول آسمان آباد را می‌پوشانند. درخت‌زارها و بیشه‌زارهای پسته کوهی وزالزالک نیز به همراه بلوط  دیده می‌شود. پوشش گیاهی با تغییر ارتفاع و نحوه قرارگیری در معرض بادهای غالب تغییر می‌کند.